# Sidi Abdelaziz
Sidi Abdelaziz est une commune et ville côtière de la wilaya de Jijel en Algérie.

## Géographie

### Situation
Le territoire de la commune de Sidi Abdelaziz se situe au nord-est de la wilaya de Jijel, à environ 25 km à l’est de Jijel, à 100 km au nord-ouest de Constantine et à proximité de l'embouchure de l'Oued-el-Kebir (واد الكبير , le rhumel ou encore l'antique Ampsaga).
|                   | Mer Méditerranée   |                    |
| El Kennar Nouchfi | Sidi Abdelaziz     | Kheïri Oued Adjoul |
|                   | Djemaa Beni Habibi |                    |

### Localités de la commune

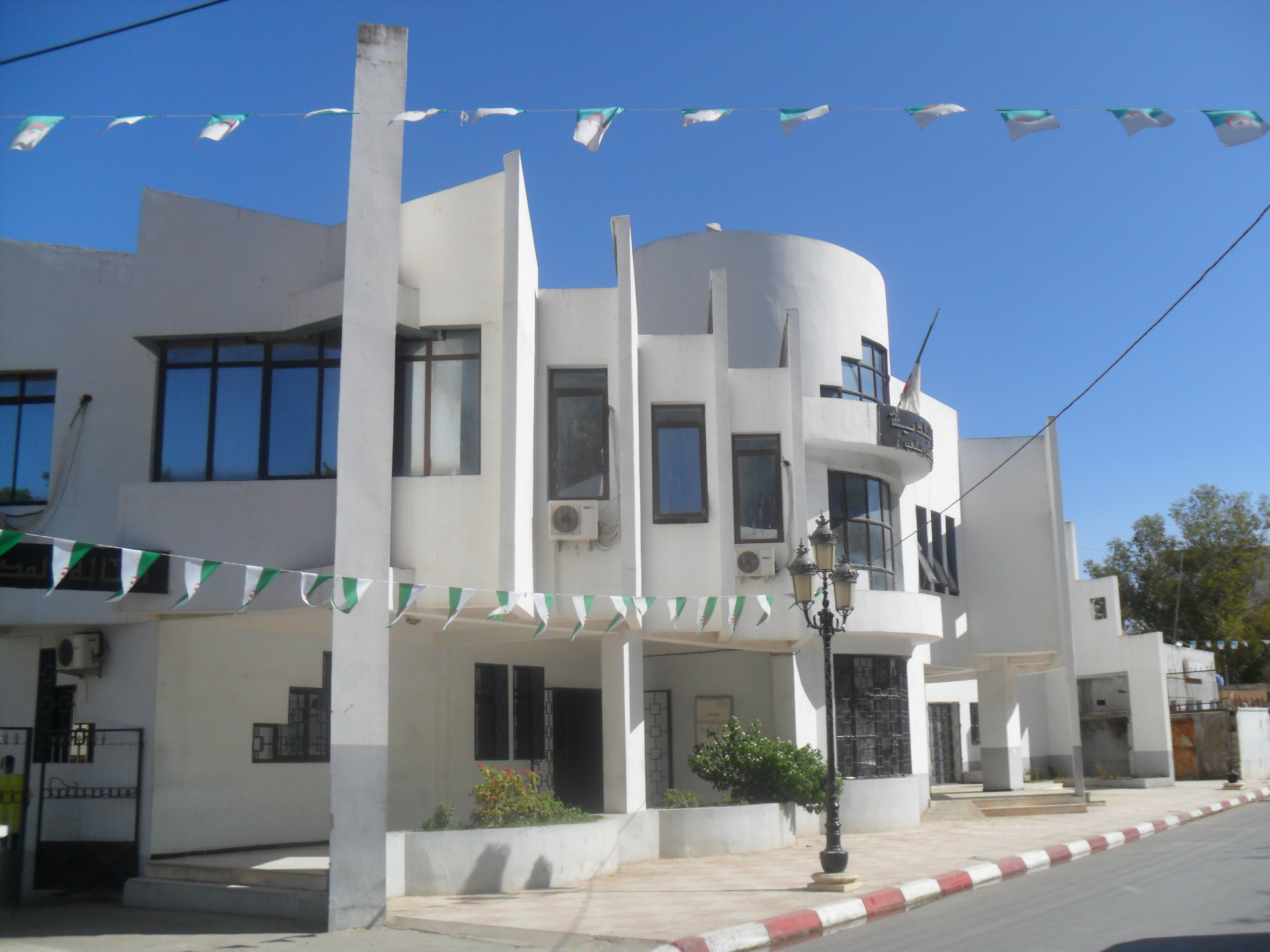
Le siège de la mairie de Sidi Abdelaziz

La commune de Sidi Abdelaziz est composée de vingt-cinq localités :
- Aaret
- Aharbit
- Aïn Tafalkout
- Asserarine
- Beni Salah
- Belmane
- Boudjenah
- Bouhader
- Bouss
- Chebouta
- Djemaat
- Echouf
- El Azib Ech Cherkia
- El Ghar
- El Ma Echerkia
- El Ma El Gharbia
- El Oued El Kebir
- Ghabet Beni Salah
- Laaraba
- Laazib
- Me Djout
- R'Mila
- Sidi Abdelaziz
- Sidi Ali
- Taferna
- Takerbouss
- Tarit

## Personnalités liées à la commune
- Mustapha Bouchachi